# Sonni Dandi
Sonni Sulayman Dandi var en härskare i Songhairiket och en framgångsrik militärstrateg . Under hans regeringsperiod cirka 1440-1464  expanderade Songhairiket utmed Nigerfloden.
Dandi gjorde sig känd för koordinerade attacker med kavalleri och skepp mot byar och städer utmed flodstranden. 
Han efterträddes vid tronen av sin son, Sonni Ali Ber, som kom att bli Songhairikets mest kände regent.